# Tortula guepinii
Tortula guepinii là một loài Rêu trong họ Pottiaceae. Loài này được (Bruch & Schimp.) Broth. miêu tả khoa học đầu tiên năm 1902.